# Río Palmeira (Río Grande del Sur)
El río Palmeira es un río brasileño que atraviesa el estado de Rio Grande do Sul. Desemboca en el río Ijuí, y tiene como principal afluente al río Fiúza.